# Sønderborg (plaats)
Sønderborg (Duits: Sonderburg) is een stad in de Deense regio Zuid-Denemarken. Het is de hoofdplaats van de gelijknamige gemeente Sønderborg en telt 27.268 inwoners (2008). Ongeveer een derde van het aantal inwoners van de gemeente woont in de hoofdplaats. Het oude deel van de stad ligt op het eiland Als. In de loop der tijd zijn er ook wijken op Jutland verrezen.

## Geschiedenis
Het ontstaan van de stad is nauw verbonden met Kasteel Sonderborg, in 1158 liet Waldemar I van Denemarken een donjon bouwen naast de Alssund rivier. Daarna groeide er een nederzetting naast de versterkte burcht. In 1256 kreeg de plaats stadsrechten van hertog Waldemar III van Sleeswijk. Er ontstond een levendige handel met de Hanzesteden in Noord-Duitsland en er werd een scheepswerf gesticht die voornamelijk Koggen bouwde. 
Rond 1510 laat koning Johan van Denemarken een oorlogsvloot bouwen in Sonderborg. Tussen 1532-1549 zit koning Christiaan II van Denemarken gevangen in het slot aan de rivier. In 1590 verleent Johan van Sleeswijk-Holstein-Sonderburg marktrechten aan de stad. De stad was vaak een speelbal in het bezit van het Koninkrijk Denemarken of dan weer bij het Hertogdom Sleeswijk-Holstein, tijdens de Tweede Duits-Deense Oorlog in 1864, behoorde Sonderborg tot het Hertogdom Sleeswijk en maakte in die periode onderdeel van de Sleeswijk-Holsteinse kwestie. In 1920 keerde Sønderborg weer terug bij het Koninkrijk Denemarken.

## Vervoer
Sønderborg is het eindpunt van de spoorlijn van Sønderborg - Tinglev. Het station is een kopstation. In het verleden was er een lijn naar Mommark en Nordborg. 
De voornaamste autoverbinding, de hoofdweg 8, is sinds 2012 tussen Sønderborg en de E45 bij Kliplev uitgebouwd tot autosnelweg.
Even ten noorden van de stad ligt Sønderborg Lufthavn, een vliegveld dat vooral een lokale functie heeft. Vanaf het vliegveld wordt een lijndienst naar Kopenhagen gevlogen.

## Bezienswaardigheden
- Sint-Mariakerk
- Kasteel van Sønderborg is sinds 2013 ingericht als museum voor de geschiedenis van de streek.
- Historische Centrum Dybbøl Banke verhaalt over de Tweede Duits-Deense Oorlog van 1864 en de slag die er op die plaats gebeurde.
- De Slotmolen een kunst galerie
- Koning Christian X-brug (1930)
- Alssundbrug (1981)

## Sport
Op 3 juli 2022 was Sønderborg aankomstplaats van de derde etappe van wielerkoers Ronde van Frankrijk. Deze etappe werd gewonnen door de Nederlander Dylan Groenewegen.

## Geboren
- Joachim Ernst van Sleeswijk-Holstein-Sonderburg-Plön (1595-1671), hertog
- Christian August Lorentzen (1749-1828), kunstschilder
- Ludwig Drescher (1881-1917), voetballer
- Verner Blaudzun (1946), wielrenner
- Anders Hansen (1970), prof-golfer
- Simon Poulsen (1984), voetballer
- Nicki Thiim (1989), autocoureur

## Partnersteden
- Pori
- Finsterwalde

- Bibliothèque nationale de France: cb15557996s (data)
- Gemeinsame Normdatei: 4224807-3
- Library of Congress Control Number: n79117345
- MusicBrainz: 56f01f31-14e6-48a9-8592-80bfe628c0f8
- Nationale Bibliotheek van Tsjechië: ge1039565
- Nationale Bibliotheek van Israël: 987007552615005171
- Virtual International Authority File: 137197325
- WorldCat: E39PBJbxBKkrXwBKmP3HFPcVmd